# Нейфах, Соломон Абрамович
Соломон Абрамович Нейфах (1909—1992) — советский учёный и педагог, биохимик-генетик, доктор медицинских наук, профессор, член-корреспондент АМН СССР (1963).

## Биография
Родился 20 августа 1909 года в Витебске в семье потомственного врача Абрама Юлиановича (Юделевича) Нейфаха и Либы Шлиомовны Кунин. Дед — Нейфах Юлиан Маркович был смотрителем еврейского ремесленного училища в Минске.
С 1926 по 1931 год обучался во Втором Ленинградском медицинском институте. С 1931 по 1933 год проходил обучение в интернатуре по биохимии
Ленинградского института питания. 
С 1933 по 1941 год на педагогической работе во Втором и Первом государственных медицинских институтах в качестве ассистента по кафедрам биохимии этих институтов. С 1935 по 1990 год на научной работе в Научно-исследовательском институте экспериментальной медицины АМН СССР в должности научного сотрудника, с 1963 года организатор и первый руководитель  лаборатории биохимической генетики.

### Научно-педагогическая деятельность
Основная научно-педагогическая деятельность С. А. Нейфаха была связана с вопросами в области биохимии и генетики, занимался исследованиями в области мембранных и  ферментативных  механизмов регуляции энергетического обмена клетки. Под его руководством был открыт митохондриальный белок киназина ( регулятор гликолиза). С. А. Нейфах являлся — руководителем проблемной комиссии по молекулярной и биохимической генетике и заместителем председателя Научного совета по генетике АМН СССР. С 1968 года он являлся экспертом Всемирной организации здравоохранения (англ. World Health Organization, WHO) по человеческим наследственным болезням.
В 1940 году защитил кандидатскую диссертацию по теме: «О разрушении глутатиона сывороткой крови», в 1948 году защитил диссертацию на соискание учёной степени доктор медицинских наук по теме: «О веществах, вызывающих злокачественные новообразования, их нахождении и возникновении в животных тканях», в 1960 году ему была присвоена учёная степень профессора. В 1963 году он был избран член-корреспондентом АМН СССР. Под руководством С. А. Нейфаха было написано около двести пятидесяти научных работ, в том числе четырёх монографий. С 1973 года он являлся редактором  международного медицинского журнала «Молекулярная и клеточная биохимия».
Скончался 19 июля 1992 года в Санкт-Петербурге.

## Награды
- Орден Отечественной войны  2-й степени